# Verbandsgemeinde Rheinböllen
La comunità amministrativa di Rheinböllen (Verbandsgemeinde Rheinböllen) era una comunità amministrativa della Renania-Palatinato, in Germania.
Faceva parte del circondario del Reno-Hunsrück.
A partire dal 1º gennaio 2020 è stata unita alla comunità amministrativa di Simmern/Hunsrück per costituire la nuova comunità amministrativa Simmern-Rheinböllen.

## Suddivisione
Comprendeva 12 comuni:
1. Argenthal
2. Benzweiler
3. Dichtelbach
4. Ellern (Hunsrück)
5. Erbach
6. Kisselbach
7. Liebshausen
8. Mörschbach
9. Rheinböllen
10. Riesweiler
11. Schnorbach
12. Steinbach

Il capoluogo era Rheinböllen.